# Ida Mett
Ida Mett (właśc. Ida Gilman, ur. 8 lipca?/21 lipca 1901 w Smorgoniach, zm. w Paryżu, 27 czerwca 1973) – działaczka i autorka anarchistyczna. 
Mett działała w rosyjskim ruchu anarchistycznym, w Moskwie; aresztowana przez władze radzieckie za działalność wywrotową, uciekła przez Polskę i Niemcy do Francji (1926), gdzie działała w grupie Dieło Truda. Była współautorką publikacji grupy pt. „Platforma organizacyjna wolnościowego komunizmu”, która w późniejszym czasie zapoczątkowała pewien nurt anarchokomunizmu – platformizm.
W 1948 r. napisała historię powstania kronsztadzkiego, La Commune de Cronstadt (Komuna kronsztadzka); współpracowała z różnymi czasopismami w kilku krajach.

## Publikacje
- La Commune de Cronstadt, crépuscule sanglant des soviets, Éditions Spartacus, Paris, 1948
- Le Paysan russe dans la révolution et la post-révolution, Éditions Spartacus, Paris, 1968
- La Médecine en U.R.S.S., Éditions Les Îles d'Or, 1953
- L'École soviétique : enseignements primaire et secondaire, avec Nicolas Lazarévitch (préface Pierre Pascal), Éditions Les Îles d'Or, 1954
- Souvenirs sur Nestor Makhno, Éditions Allia, wydane pośmiertnie w 1983 r.